# Bardfield Saling
Bardfield Saling – wieś w Anglii, w hrabstwie Essex, w dystrykcie Braintree. Leży 20 km na północ od miasta Chelmsford i 61 km na północny wschód od Londynu. W 2001 miejscowość liczyła 179 mieszkańców. W okolicach wsi swoje źródła ma rzeka Brain.